# Павлович, Сергей Владимирович
Серге́й Влади́мирович Павло́вич (род. 13 мая 1992, Орловский, Ростовская область) — российский боец смешанных боевых искусств, выступающий под эгидой UFC в тяжёлой весовой категории. Бывший претендент на титул временного чемпиона UFC в тяжёлом весе. Бывший чемпион Fight Nights Global в тяжёлом весе. Двукратный чемпион мира по рукопашному бою. Чемпион России, Европы и мира по универсальному бою. 
Позиция по рейтингу UFC — 4-й (август 2024), в тяжелой весовой категории, — входя в ТОП-10 лучших тяжёловесов мира

## Биография
В пять лет начал заниматься греко-римской борьбой под руководством тренера Александра Фёдоровича Алояна. Борьбой занимался до 11 класса. После прохождения службы в ВДВ поступил в Орловский государственный университет, на факультет физической культуры и спорта. Во время обучения начал заниматься армейским рукопашным боем и боевым самбо.

### Fight Nights Global
Выступления в профессиональном ММА начал в промоушене Fight Nights Global, под эгидой которого провёл 11 боёв, не потерпев ни одного поражения. 2 июня 2017 года в бою против Михаила Мохнаткина завоевал титул чемпиона в тяжёлом весе, одержав победу единогласным решением судей. 19 ноября 2017 года защитил титул чемпиона против Кирилла Сидельникова.

## Ultimate Fighting Championship

### Дебют
В 2018 году подписал контракт с UFC. В своём дебютном поединке на UFC Fight Night 141 в Пекине против нидерландца Алистара Оверима проиграл техническим нокаутом в первом раунде. Опытный 38-летний Оверим вначале перевел Сергея в партер, после чего начал атаковать 26-летнего Павловича через блок. Рефери остановил добивание ввиду пассивной защиты россиянина. Позже Павлович вспоминал что перед поединком были проблемы с акклиматизацией.

#### Бой с Марсело Голмом
Бой прошел в Санкт Петербурге на турнире UFC Fight Night 149 где Павлович победу нокаутом Сергей добыл за полторы минуты прижав бразильца Марсело Голма к сетке и донеся хорошую серию попаданий. Россиянин был награждён призом за лучшее выступление вечера. 

#### Бой с Морисом Грином
В следующем бою прошедшим в Сингапуре на турнире UFC Fight Night 162 против американца Мориса Грина одержал победу в первом раунде техническим нокаутом.

#### Бой с Шамилем Абдурахимовым
После более чем двухлетнего простоя, в марте 2022 года выступил на турнире UFC Fight Night: Волков vs. Аспиналл, против своего соотечественника Шамиля Абдурахимова. Павлович одержал победу техническим нокаутом в первом раунде, уронив соперника апперкотом и добив его. При этом Абдурахимов, потерпевший третье досрочное поражение подряд, остался недоволен остановкой, посчитав действия рефери преждевременными.

#### Бой с Дерриком Льюисом
31 июля 2022 года на турнире UFC 277: Пенья vs. Нунис 2 за 55 секунд нокаутировал американца (№5 в рейтинге) Деррика Льюиса. Бой закончился за минуту. Павлович занимавший на тот момент 11 место в рейтинге сразу пошел вперед и устроил с Льюисом размен, где больший успех был у Павловича. Россиянин отбросил американца к сетке и пошел на добивание. Льюис пропускал много ударов и упал головой вперед после чего рефери принял решение остановить бой. Несмотря на падение Льюиса головой вперед, многие профессиональные бойцы, а также фанаты, освиставшие Павловича во время послематчевого интервью, посчитали остановку боя преждевременной.

#### Бой с Таем Туивасой
3 декабря 2022 в Орландо на турнире UFC on ESPN 42 встретились №4 (Тай Туиваса) и №5 (Павлович) рейтинга тяжей UFC и два ярко выраженных нокаутера. Сергей с первых секунд пошел вперед и первой же атакой уложил Туивасу на настил, австралиец смог встать, но почти сразу был забит у сетки до остановки рефери. Сергей  получил бонус за выступление вечера.

#### Бой с Кертисом Блейдсом
22 апреля 2023 года на турнире UFC Fight Night 222 в Лас-Вегасе (штат Невада, США) встретился с №4 ростера топовым борцом и рекордсменом по тейкдаунам Кёртисом Блейдсом в претендентском бою (после Джонс - Миочич). Бой оправдал надежды фанатов. Уже на первой минуте боя бойцы обменялись попаданиями без акцента, а вот на третьей минуте Павлович смог полноценно уронить Блейдса, но тот быстро поднялся и восстановился. Следующее попадание от Сергея было уже апперкотом после которого оппонент восстановиться уже не смог вынудив рефери остановить бой.

#### Бой за пояс временного чемпиона UFC
11 ноября 2023 года на номерном турнире UFC 295, который прошел на арене «Мэдисон-сквер-гарден» в Нью-Йорке, встретился с британцем Томом Аспиналлом (13-3) за временный титул UFC в тяжёлом весе. Павлович и Аспиналл стали заменой чемпионского боя Джонс — Миочич после срыва из-за разрыва грудной мышцы у действующего чемпиона Джона Джонса. Оба бойца приняли бой на коротком уведомлении — за 2 с половиной недели до турнира. Аспиналлу понадобилась 1 минута и 9 секунд, чтобы отправить в нокаут российского бойца. Британец начал с лоу-киков, Сергей же провел несколько точных ударов в голову, но сам в какой-то момент пропустил удар в висок. Павлович упал, Аспиналл бросился добивать соперника и после трех ударов на канвасе рефери остановил поединок.

#### Бой с Александром Волковым
22 июня 2024 года в дебютном для UFC турнире в Эр-Рияде (Саудовская Аравия) встретился с другим топ–тяжеловесом из России Александром Волковым. Бой стал вторым по значимости событием турнира UFC on ABC 6. Начало и середина первого раунда прошла в разведке, концовка осталась за Волковым который хоть и уступал территориально, но был более активен и точен нанеся рассечение носа Павловичу. Вторая пятиминутка заставила активизироваться бойцов, Волков продолжил действовать вторым номером, много работал ногами и превзошёл по ударам в корпус. Павлович заряжался на один удар, выцеливал, смог больше донести в голову, но не акцентированно. Финальный раунд прошел при преимуществе Александра который разбил лицо Сергею (гематома под левым глазом), работал сериями и контролировал дистанцию. Счёт боя в пользу Волкова: (30—27, 30—27 и 29—28).

#### Бой с Жаирзиньо Розенстрайком
1 февраля 2025 года в Эр-Рияде турнире UFC Fight Night 250 одержал победу судейским решением над суринамцем Жаирзиньо Розенстрайком. Павлович неожиданно тактически подошел к этому противостоянию и даже когда он точно попал двойкой в суринамца не стал обострять и идти вперёд для развития успеха. Сергей много финтил и раздергивал оппонента работая джебом. Суринамец ушел в защиту. Так же Павлович записал себе в актив тейкдаун и акцентированные удары в партере. Второй раунд был скудный на события - бойцы разменялись ударами и Павлович снова перевел оппонента в партер, но не смог развить позицию. В третьем раунде Сергей смог оформить очередной тейкдаун после плотного захвата. На исходе последнего раунда преимущество Павловича не вызывало вопросов. Судьи справедливо выставили счёт: 30–27.

## Титулы и достижения

### Смешанные единоборства
Fight Nights Global
- Чемпион FNG в тяжёлом весе (один раз)

Ultimate Fighting Championship
- Обладатель премии «Выступление вечера» (четыре раза) против Марсело Голма, Шамиля Абдурахимова, Тая Туивасы и Кёртиса Блейдса

Рукопашный бой
- Двукратный чемпион мира

Универсальный бой
- Чемпион России
- Чемпион Европы
- Чемпион Мира

## Статистика в смешанных единоборствах
| Боёв 22  | Побед 19 | Поражений 3 |
| -------- | -------- | ----------- |
| Нокаутом | 15       | 2           |
| Сдачей   | 0        | 0           |
| Решением | 4        | 1           |

| Результат | Рекорд | Соперник              | Способ                        | Турнир                                        | Дата             | Раунд | Время | Место                      | Примечание                                                                                    |
| --------- | ------ | --------------------- | ----------------------------- | --------------------------------------------- | ---------------- | ----- | ----- | -------------------------- | --------------------------------------------------------------------------------------------- |
| Победа    | 19-3   | Жаирзиньо Розенстрайк | Единогласное решение          | UFC Fight Night: Адесанья vs. Имавов          | 1 февраля 2025   | 3     | 5:00  | Эр-Рияд, Саудовская Аравия |                                                                                               |
| Поражение | 18-3   | Александр Волков      | Единогласное решение          | UFC on ABC: Уиттакер vs. Алискеров            | 22 июня 2024     | 3     | 5:00  | Эр-Рияд, Саудовская Аравия |                                                                                               |
| Поражение | 18-2   | Том Аспиналл          | KO (удары)                    | UFC 295                                       | 11 ноября 2023   | 1     | 1:09  | Нью-Йорк, США              | Бой за титул временного чемпиона UFC в тяжёлом весе                                           |
| Победа    | 18-1   | Кёртис Блейдс         | TKO (удары)                   | UFC Fight Night: Павлович vs. Блейдс          | 22 апреля 2023   | 1     | 3:08  | Лас-Вегас, Невада, США     | «Выступление вечера» (4). Установил рекорд UFC по числу побед подряд нокаутом в первом раунде |
| Победа    | 17-1   | Тай Туиваса           | KO (удары)                    | UFC on ESPN: Томпсон vs. Холланд              | 3 декабря 2022   | 1     | 0:54  | Орландо, Флорида, США      | «Выступление вечера» (3)                                                                      |
| Победа    | 16-1   | Деррик Льюис          | TKO (удары)                   | UFC 277                                       | 30 июля 2022     | 1     | 0:55  | Даллас, Техас, США         |                                                                                               |
| Победа    | 15-1   | Шамиль Абдурахимов    | TKO (удары)                   | UFC Fight Night: Волков vs. Аспиналл          | 19 марта 2022    | 1     | 4:03  | Лондон, Англия             | «Выступление вечера» (2)                                                                      |
| Победа    | 14-1   | Морис Грин            | TKO (сдача от ударов)         | UFC Fight Night 162 — Maia vs. Askren         | 26 октября 2019  | 1     | 2:11  | Каланг, Сингапур           |                                                                                               |
| Победа    | 13-1   | Марсело Голм          | KO (удары)                    | UFC Fight Night 149 — Overeem vs. Oleynik     | 20 апреля 2019   | 1     | 1:06  | Санкт-Петербург, Россия    | «Выступление вечера» (1)                                                                      |
| Поражение | 12-1   | Алистар Оверим        | TKO (удары)                   | UFC Fight Night: Blaydes vs. Ngannou 2        | 24 ноября 2018   | 1     | 4:21  | Пекин, Китай               | Дебют в UFC.                                                                                  |
| Победа    | 12-0   | Кирилл Сидельников    | TKO (оверхенд и добивание)    | FNG — Fight Nights Global 79                  | 19 ноября 2017   | 1     | 2:45  | Пенза, Россия              | Защитил (1) титул чемпиона Fight Nights Global в тяжёлом весе                                 |
| Победа    | 11-0   | Михаил Мохнаткин      | Единогласное решение          | FNG — Fight Nights Global 68                  | 2 июня 2017      | 5     | 5:00  | Санкт-Петербург, Россия    | Завоевал титул чемпиона Fight Nights Global в тяжёлом весе                                    |
| Победа    | 10-0   | Алексей Кудин         | Единогласное решение          | EFN — Fight Nights Global 54                  | 16 ноября 2016   | 3     | 5:00  | Ростов-на-Дону, Россия     |                                                                                               |
| Победа    | 9-0    | Ахмедшейх Гелегаев    | TKO (удары руками и коленями) | EFN — Fight Nights Global 51                  | 25 сентября 2016 | 1     | 3:35  | Каспийск, Россия           |                                                                                               |
| Победа    | 8-0    | Шабан Ка              | TKO (оверхенд и добивание)    | EFN 50 — Emelianenko vs. Maldonado            | 17 июня 2016     | 1     | 1:54  | Санкт-Петербург, Россия    |                                                                                               |
| Победа    | 7-0    | Магомедбаг Агаев      | Единогласное решение          | Fight Nights Global 46 — Mokhnatkin vs. Kudin | 29 апреля 2016   | 3     | 5:00  | Москва, Россия             |                                                                                               |
| Победа    | 6-0    | Рубен Вольф           | TKO (сдача от ударов)         | EFN — Fight Nights Moscow                     | 11 декабря 2015  | 1     | 2:02  | Москва, Россия             |                                                                                               |
| Победа    | 5-0    | Султан Муртазалиев    | KO (удары)                    | EFN — Fight Nights Dagestan                   | 25 сентября 2015 | 1     | 0:59  | Каспийск, Россия           |                                                                                               |
| Победа    | 4-0    | Владимир Дайнеко      | KO (удар)                     | Fight Nights — Sochi                          | 31 июля 2015     | 1     | 0:24  | Сочи, Россия               |                                                                                               |
| Победа    | 3-0    | Илья Шкондрич         | KO (удары)                    | Full Fight 1 — Slovakia and Czech vs. Russia  | 30 марта 2015    | 1     | 1:15  | Банска-Бистрица, Словакия  |                                                                                               |
| Победа    | 2-0    | Сергей Буйначев       | TKO (cдача от ударов)         | Fight Nights — Cup of Moscow                  | 21 марта 2015    | 1     | 0:20  | Москва, Россия             |                                                                                               |
| Победа    | 1-0    | Александр Деревянко   | TKO (удары)                   | Fight Nights — Battle of Moscow 18            | 20 декабря 2014  | 1     | 3:52  | Москва, Россия             | Дебют в Fight Nights Global.                                                                  |